# Jean-Marie Leclair
Pour son frère, voir Jean-Marie Leclair le cadet.
Pour l’article ayant un titre homophone, voir Jean-Marie Leclerc.
Pour les articles homonymes, voir Leclair.
Œuvres principales
- Opus 1 : Premier Livre de sonates (1723)
- Opus 2 : Deuxième Livre de sonates (1728)

Jean-Marie Leclair, né le 10 mai 1697 à Lyon, paroisse Saint-Nizier, et mort assassiné le 22 octobre 1764 à Paris, est un violoniste et compositeur français de la période baroque.
Il fait partie des très grands musiciens français du XVIIIe siècle. C'est comme danseur qu'il apparaît tout d'abord. À son époque, composition, violon et danse ont encore partie liée en deçà des Alpes, et la réputation des danseurs français règne sur l'Europe entière. C'est à la cour de Turin que Leclair paraît ainsi pour la première fois ; il y est maître de ballet et travaille le violon avec Giovanni Battista Somis. De retour à Paris, en 1734 il entre à la Musique du roi Louis XV.
Il possédait un violon d'Antonio Stradivari, surnommé le noir qui lui doit son nom : le Stradivarius de Jean-Marie Leclair.

## Biographie
Il naît dans le quartier Saint-Nizier à Lyon. Son père Antoine, passementier et musicien, joue au concert de l’Académie des Beaux-Arts. Le jeune Jean-Marie a très tôt ses entrées à l’opéra. Dès son adolescence, il acquiert déjà une réputation de violoniste excellent. C'est toutefois comme danseur qu'il commence sa carrière, d'abord dans la troupe de l'opéra de Lyon, puis à Rouen et à Turin où il perfectionnera d'ailleurs son art de la danse et du violon.
En 1716, à l'âge de 18 ans, il épouse Marie-Rose Casthanie, une danseuse de la troupe de Lyon.
À Paris, en 1723, il fait paraître ses premières œuvres (Sonates pour violon) et se fait connaître comme violoniste virtuose en jouant au Concert spirituel. Son épouse meurt en 1728. Il se remarie dès 1730 avec Louise Roussel qui lui était venue en aide pour préparer l'impression de son Opus 2 au moment de la mort de sa première femme.
Après s’être mis au service du Roi comme ordinaire de la musique de Louis XV en 1733, il démissionne quatre ans plus tard après un différend et afin de se produire en tournée. Il joue bientôt à la cour d’Anne d’Orange – elle-même fine musicienne et ancienne élève de Haendel –, à La Haye et ses services sont retenus plusieurs mois par année par la cour entre 1738 et 1743.
Ayant accumulé des gains importants en donnant des cours privés à La Haye, il rentre à Paris en 1743. Trois ans plus tard, il se lance dans la composition de son unique opéra, Scylla et Glaucus, dont la première représentation a lieu le 4 octobre 1746 à l'Académie royale de musique.
À partir de 1740, il est au service du duc Antoine-Antonin de Gramont et s'occupe des divertissements donnés au théâtre privé de Puteaux et compose de la musique de scène.
Bien qu’il ait également écrit pour le théâtre, le plus éminent violoniste français de son temps reste surtout connu pour ses sonates et concertos pour violon (Élisabeth de Haulteterre a joué ses sonates au Concert Spirituel en 1737). Ainsi, le Mercure de France de mars 1753 (p. 214) se fait-il l'écho d'une de ses publications : « M. Leclerc l'aîné vient de donner un Recueil d'Ouvertures & de Sonates en trio. Si notre suffrage particulier pouvoit ajouter quelque chose à l'idée qu'a l'Europe entière de cet Artiste, le plus célèbre qu'ait eu la France pour la Musique purement instrumentale, nous dirions que les nouveaux ouvrages de ce Musicien sont égaux, supérieurs même, à tout ce qu'il a fait de plus estimé. Nous en jugeons ainsi d'après les impressions vives & fortes qu'a fait sur nous l'exécution de plusieurs morceaux du Recueil que nous annonçons. On trouve ce Recueil chez l'Auteur, rue Taranne, & aux adresses ordinaires ».
Il a également écrit pour d'autres instruments que le violon, entre autres un concerto en ut majeur, pour instrument à vent (flûte allemande i.e. traversière ou hautbois). La partition est enregistrée en 33T par la Guilde du disque dans les années 1960. Selon l'annotation au dos de la pochette : « L'œuvre est d'une sûreté de style étonnante ; la hardiesse des harmonies, la richesse d'invention situent ce concerto bien au-delà de la plupart des œuvres similaires du XVIIIe siècle ».
En 1758, après une séparation abrupte avec sa seconde femme, Jean-Marie Leclair achète une petite résidence dans le quartier mal famé du Temple. Il est tué, dans des circonstances non élucidées, dans la nuit du 22 au 23 octobre 1764. Un roman de Gérard Gefen, intitulé L’Assassinat de Jean-Marie Leclair (Belfond, 1990), tente de donner une solution à ce mystère. Le roman Confiteor (Actes Sud, 2011) de l'écrivain catalan Jaume Cabré y fait également référence. 
En 1953, Jean-François Paillard crée l'Ensemble Instrumental Jean-Marie Leclair. 

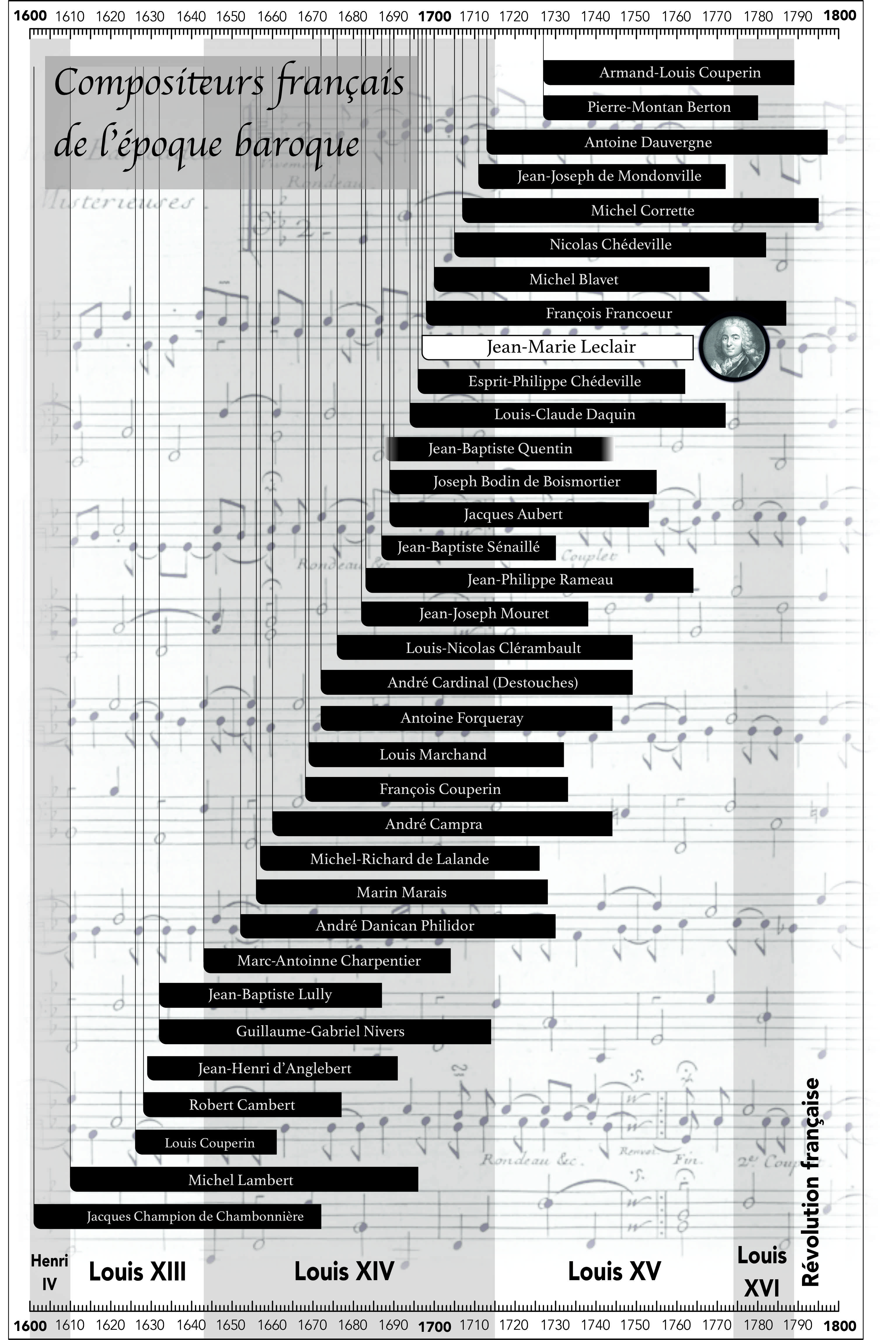
Jean-Marie Leclair, compositeur français du XVIIIe siècle, parmi ses contemporains.

## Œuvres
- Opus 1 : Premier Livre de sonates (1723) lire en ligne sur Gallica
- Opus 2 : Deuxième Livre de sonates (1728)
- Opus 3 : Sonates à deux violons sans basse (1730)
- Opus 4 : Six Sonates en trio pour deux violons et basse continue (1731-1732)
- Opus 5 : Troisième Livre de sonates (1734), dédié à Louis XV lire en ligne sur Gallica
- Opus 6 : Première Récréation de musique d’une exécution facile composée pour deux flûtes ou deux violons (1736)
- Opus 7 : Six Concertos à trois violons, alto, orgue et violoncelle (1737)
- Opus 8 : Deuxième Récréation de musique d’une exécution facile pour deux flûtes ou deux violons (1737)
- Opus 9 : Quatrième Livre de sonates (1743)
- Opus 10 : Six Concertos à trois violons, alto, orgue et violoncelle (1745)
- Opus 12 : Second Livre de sonates à deux violons sans basse (1747-1749)
- Opus 13 : Trois Ouvertures et trois Sonates en trio pour deux violons (1753)
- Opus 14 : Trio pour 2 violons et basse continue (1766)
- Opus 15 : Sonate pour violon et basse continue (1767)
- Scylla et Glaucus, tragédie en musique (1746)

## Catalogue duCMBV[2]
- Sonates pour violon ou flûte traversière et basse continue
- JML.001 : Sonate pour violon seul et bc, op. 1, no 1 (sonate - gigue instrumentale - allemande instrumentale)
- JML.002 : Sonate pour violon seul et bc, op. 1, no 2
- JML.003 : Sonate pour violon seul et bc, op. 1, no 3
- JML.004 : Sonate pour violon seul et bc, op. 1, no 4
- JML.005 : Sonate pour violon seul et bc, op. 1, no 5
- JML.006 : Sonate pour violon seul et bc, op. 1, no 6
- JML.007 : Sonate pour violon seul et bc, op. 1, no 7
- JML.008 : Sonate pour violon seul et bc, op. 1, no 8
- JML.009 : Sonate pour violon seul et bc, op. 1, no 9
- JML.010 : Sonate pour violon seul et bc, op. 1, no 10
- JML.011 : Sonate pour violon seul et bc, op. 1, no 11
- JML.012 : Sonate pour violon seul et bc, op. 1, no 12 ; Sonate pour 2 violons et bc, op. 13, no 4
- JML.013 : Sonate pour violon seul et bc, op. 2, no 1
- JML.014 : Sonate pour violon seul et bc, op. 2, no 2
- JML.015 : Sonate pour violon seul et bc, op. 2, no 3
- JML.016 : Sonate pour violon seul et bc, op. 2, no 4
- JML.017 : Sonate pour violon seul et bc, op. 2, no 5
- JML.018 : Sonate pour violon seul et bc, op. 2, no 6
- JML.019 : Sonate pour violon seul et bc, op. 2, no 7
- JML.020 : Sonate pour violon seul et bc, op. 2, à trois pour violon, viole de gambe et bc, op. 2, n° 8 ; Sonate pour 2 violons et bc, op. 13, no 2 (sonate - sonate en trio - trio instrumental)
- JML.021 : Sonate pour violon seul et bc, op. 2, no 9
- JML.022 : Sonate pour violon seul et bc, op. 2, no 10
- JML.023 : Sonate pour violon seul et bc, op. 2, no 11 (sonate)
- JML.024 : Sonate pour violon seul et bc, op. 2, no 12 ; Sonate pour 2 violons et bc, op. 13, no 6 (sonate - sonate en trio - trio instrumental)
- JML.025 : Sonate pour violon seul et bc, op. 5, no 1
- JML.026 : Sonate pour violon seul et bc, op. 5, no 2
- JML.027 : Sonate pour violon seul et bc, op. 5, no 3
- JML.028 : Sonate pour violon seul et bc, op. 5, no 4
- JML.029 : Sonate pour violon seul et bc, op. 5, no 5
- JML.030 : Sonate pour violon seul et bc, op. 5, no 6
- JML.031 : Sonate pour violon seul et bc, op. 5, no 7
- JML.032 : Sonate pour violon seul et bc, op. 5, no 8
- JML.033 : Sonate pour violon seul et bc, op. 5, no 9
- JML.034 : Sonate pour violon seul et bc, op. 5, no 10
- JML.035 : Sonate pour violon seul et bc, op. 5, no 11
- JML.036 : Sonate pour violon seul et bc, op. 5, no 12
- JML.037 : Sonate pour violon seul et bc, op. 9, no 1
- JML.038 : Sonate pour violon seul et bc, op. 9, no 2
- JML.039 : Sonate pour violon seul et bc, op. 9, no 3
- JML.040 : Sonate pour violon seul et bc, op. 9, no 4
- JML.041 : Sonate pour violon seul et bc, op. 9, no 5
- JML.042 : Sonate pour violon seul et bc, op. 9, no 6
- JML.043 : Sonate pour violon seul et bc, op. 9, no 7
- JML.044 : Sonate pour violon seul et bc, op. 9, no 8
- JML.045 : Sonate pour violon seul et bc, op. 9, no 9
- JML.046 : Sonate pour violon seul et bc, op. 9, no 10
- JML.047 : Sonate pour violon seul et bc, op. 9, no 11
- JML.048 : Sonate pour violon seul et bc, op. 9, no 12
- Sonates pour deux violons (ou violes) sans basse
- JML.050 : Sonate pour 2 violons sans basse, op. 3, no 1
- JML.051 : Sonate pour 2 violons sans basse, op. 3, no 2
- JML.052 : Sonate pour 2 violons sans basse, op. 3, no 3
- JML.053 : Sonate pour 2 violons sans basse, op. 3, no 4
- JML.054 : Sonate pour 2 violons sans basse, op. 3, no 5
- JML.055 : Sonate pour 2 violons sans basse, op. 3, no 6
- JML.056 : Sonate pour 2 violons sans basse, op. 12, no 1
- JML.057 : Sonate pour 2 violons sans basse, op. 12, no 2
- JML.058 : Sonate pour 2 violons sans basse, op. 12, no 3
- JML.059 : Sonate pour 2 violons sans basse, op. 12, no 4
- JML.060 : Sonate pour 2 violons sans basse, op. 12, no 5
- JML.061 : Sonate pour 2 violons sans basse, op. 12, no 6
- Trios
- JML.062 : Sonate en trio pour 2 violons et bc, op. 4, no 1
- JML.063 : Sonate en trio pour 2 violons et bc, op. 4, no 2
- JML.064 : Sonate en trio pour 2 violons et bc, op. 4, no 3
- JML.065 : Sonate en trio pour 2 violons et bc, op. 4, no 4
- JML.066 : Sonate en trio pour 2 violons et bc, op. 4, no 5
- JML.067 : Sonate en trio pour 2 violons et bc, op. 4, no 6
- JML.068 : Récréation de musique pour 2 violons et bc (1), op. 6 (trio instrumental - ouverture en trio)
- JML.069 : Récréation de musique pour 2 flûtes ou 2 violons et bc (2), op.8 (trio instrumental)
- JML.070 : Ouverture pour 2 violons et bc, op. 13, no 1 (trio instrumental - ouverture en trio)
- JML.071 : Ouverture pour 2 violons et bc, op. 13, no 3 (trio instrumental - ouverture en trio)
- JML.072 : Ouverture pour 2 violons et bc, op. 13, no 5 (trio instrumental - ouverture en trio)
- Concertos pour violon et orchestre
- JML.074 : Concerto, op. 7, no 1
- JML.075 : Concerto, op. 7, no 2
- JML.076 : Concerto, op. 7, no 3
- JML.077 : Concerto, op. 7, no 4
- JML.078 : Concerto, op. 7, no 5
- JML.079 : Concerto, op. 7, no 6
- JML.080 : Concerto, op. 10, no 1
- JML.081 : Concerto, op. 10, no 2
- JML.082 : Concerto, op. 10, no 3
- JML.083 : Concerto, op. 10, no 4
- JML.084 : Concerto, op. 10, no 5
- JML.085 : Concerto, op. 10, no 6
- Concerto pour violon en Mi bémol majeur (pas de n° d’opus, découvert en 2021)
- Écrit théorique
- JML.086 : Tablature idéale du violon
- Musique vocale et musique de scène  Œuvres lyriques
- JML.087 : Scylla et Glaucus, op. 11 (tragédie en musique)
- JML.088 : Le Danger des épreuves (scène de divertissement )
- JML.089 : Apollon et Climène (acte de ballet)
- Cantate
- JML.091 : Près des Bords enchantés (cantate française)

## Discographie
L'œuvre de Jean-Marie Leclair est peu enregistrée, cela tient très probablement à la difficulté souvent étourdissante des compositions confiées au violon. Les œuvres les mieux servies restent les diverses pièces de musique de chambre pour flûte ou pour violon.

### Musique de chambre
- 9 sonates pour flûte et basse continue de l’opus 1, 2 et 9 ont été enregistrées en vinyle volume 1 et 2 par Christian Lardé, Huguette Dreyfus et Jean Lamy pour Valois 1968 (non rééditées en CD).
- Première Récréation de musique en ré majeur opus 6, Deuxième Récréation de musique en sol mineur opus 8, Les Nièces de Rameau. CD Pierre Vérany 1994
- Les Six Sonates en trio de l'opus 4 ont été enregistrées par Musica Alta Ripa pour le label MDG en 1996Diapason d'or, Choc du Monde la Musique, Référence du magazine Compact. L'année suivante, Charles Medlam et l'ensemble London Baroque enregistrent le même opus pour Harmonia Mundi.
- Des extraits du Quatrième Livre de sonates, opus 9, nos 5, 7, 10 et 12, ont été enregistrés en 2004 par Luis Otavio Santos (violon baroque), Ricardo Rodriguez Miranda (viole de gambe) et Alessandro Santoro (clavecin) pour le label La Ramée - RAM 1403 (Diapason d'Or).
- L’intégrale du Quatrième Livre de Sonates est enregistrée chez ZigZag Territoires (3 CD) en 2006 par Patrick Bismuth et son ensemble La Tempesta (Choc du Monde de la Musique).
- Récréation en musique. Ouvertura op.13 n°3, Sonata op.4 n°1, n°3 et n°4, Sonata op.13 n°3, Opera Quarta. SACD ORF 2007. Diapason d'or
- L'enregistrement intégral du Premier Livre de sonates, opus 1, est effectué en 2009 par Adrian Butterfield (violon baroque), Allison McGillivray (viole de gambe) et Laurence Cummings (clavecin) pour Naxos (3 CD séparés, 8.570888, 8.570889, 8.570890). En 2013, les mêmes interprètes, sauf Allison McGillivray remplacée par Jonathan Manson à la viole de gambe, enregistrent le Deuxième Livre de sonates, opus 2, toujours pour Naxos (2 CD séparés, 8.572866 et 8.570890).
- Sonates à deux violons sans basse des opus 3 et 12 : Greg Ewer et Adam Lamotte ; (C) 2014 Sono Luminus DSL-92176 ("The complete sonatas for two violons", coffret de 2 CD et 1 BD). L'opus 12 a également été enregistré par Chantal Rémillard et Marc Destrubé (2002, ATMA Classique), ainsi que par Monica Waisman et Florian Deuter (2015, Accent).
- Musique de chambre pour flûte : Fenwick Smith, John Gibbon, Laura Blustein, Laura Jeppesen, Christopher Krueger ; (C) 2007 Naxos 8.557440 et 8.557441 ("Complete Flute Chamber Music", double album).
- Les 6 Sonates en trio de l'opus 4, Ensemble Diderot. CD Audax records 2020
- Sonates pour violon op.2 n°12, op.5 n°4, 10 et 12, op.9 n°5, David Plantier, violon, Les Plaisirs du Parnasse. CD Ricercar 2022 Diapason d’or

### Musique vocale
- Scylla et Glaucus, Donna Brown (Scylla), Howard Crook (Glaucus), Rachel Yakar (Circé), Monteverdi Choir and English Baroque Soloists, dirigés par John Eliot Gardiner (3 CD, Erato 1988).
- Scylla et Glaucus, Emöke Barath (Scylla), Anders J. Dahlin (Glaucus), Caroline Mutel (Circé), Les Nouveaux Caractères, dirigés par Sébastien d'Hérin (3 CD, Alpha 2015).
- Scylla et GLAUCUS, Chiara Skerat (Scylla), Mathias Vidal (GLAUCUS), Florie Valiquette (Circé), Il Giardino d’Amore, direction Stefan Plewniak (3 CD Château de Versailles Spectacles 2022).

### Musique concertante
Véritable somme de la musique concertante occidentale, l'intégralité des 12 concertos pour violon et orchestre, opus 7 et opus 10 a été enregistrée à 4 reprises dans l'histoire du disque. En 1977  par Jean-François Paillard et Gérard Jarry pour la firme Erato (Grand prix du disque), en 1994 - 1995, par Simon Standage et le Collegium Musicum 90 pour le label Chandos, par Igor Ruhadze et l'Ensemble Violini Capricciosi pour le label Brillant classics en 2018 - 2020, et par Leila Schayegh et La Cetra Barockorchester Basel en 2018-2019-2022 chez Glossa.
- Concertos pour violon et orchestre, Opus 7, N° 6, Opus 10, N° 6, Michèle Auclair, violon, Orchestre de chambre de la Sarre, dir. Karl Ristenpart - LP Les Discophiles français 525 116 (1957).
- Concerto pour hautbois et orchestre en ut majeur opus 7 n°3 édité par la Guilde internationale du disque 1960 (stéréo), hautboïste : Heinz Holliger, Orchestre de Chambre Romand, direction: Alain Milhaud.
- Concertos pour violon et orchestre Opus 10 N°2, Opus 7 N° 2, Opus 10 N° 6, Huguette Fernandez, violon, Orchestre Jean-François Paillard, dir.Jean-François Paillard. LP Erato 1963.
- 12 Concertos pour violon et orchestre Opus 7, N° 1, 2, (3, flûte), 4, 5, 6, Opus 10, N° 1, 2, 3, 4, 5, 6, Gérard Jarry, violon, Christian Lardé, flûte, Orchestra Jean-François Paillard, dir. Jean-François Paillard - 3 LP Erato 1979 (Grand prix du Disque) report 3 CD Erato 1995.
- 12 Concertos pour violon et orchestre Opus 7, N° 1, 2, (3, flûte), 4, 5, 6, Opus 10, N° 1, 2, 3, 4, 5, 6, Simon Standage, violon et direction, Rachel Brown, flûte, Collegium Musicum 90 - 3 CD Chandos 1994.
- Concertos pour violon et orchestre, Opus 7, N° 3, 5, Opus 10, N° 6, Jaap Schröder, violon et direction, Concerto Amsterdam - CD Teldec 1978
- Concertos pour violon et orchestre Opus 7, N° 1, 2, 3, 4, 5, Opus 10, N° 1, 2, 6, Daniel Cuiller, violon et direction, Ensemble Stradivaria - 2 CD Adda 1988 et 1991 report Universal 2009.
- Concertos pour violon et orchestre Opus 7, N° 1, 2, 4, 5, 6, Luis Otavio Santos, violon, Les Muffatti, dir. Peter Van Heyghen - CD Ramée 2012. 5 Diapasons Toccata Plate des Monats CD of the month.
- Concertos pour violon et orchestre Opus 7, N° 5, (3, Flûte), 4, Karl Kaiser, violon, Christine Busch, flûte, Camerata Köln, dir. Rainer Zipperlein - CD Deutsche Harmonia Mundi 2014.
- Concertos pour violon et orchestre, Opus 7, N° 1, 3, 4, 5, Fabio Bondi, violon et direction, Europa Galente - CD  Glossa 2017
- Concertos pour violon et orchestra Opus 7 N° 2, N°6, Opus 10, N° 2, N° 6, La Cetra Barockorchester Basel, Leila Schayegh, violon et direction - CD Glossa 2018.
- Concertos pour violon et orchestre Opus 7 N°1, N°3, Opus 10, N°1, N°3, La Cetra Barockorchester Basel, Leila Schayegh, violon et direction - CD Glossa  2019. Diapason d'or.
- Concertos pour violon et orchestra Opus 7 N° 4, N°5, Opus 10, N° 4, N° 5, La Cetra Barockorchester Basel, Leila Schayegh, violon et direction - CD Glossa 2022.
- Concerto pour violon et orchestre Opus 7 N° 2, + Locatelli, Tartini, Pisendel, Telemann, Il Pomo d'Oro, Dmitry Sinkovsky, violon et direction - CD Naive 2019. Diapason d'or, Choc de Classica.
- Complete Violin Concertos, Ensemble Violini Capricciosi, Igor Ruhadze, violon et direction. 3 CD Brillant classics 2018 - 2020.
- Concerto pour violon et orchestre en Mi-bémol majeur (pas de numéro d’opus, world premiere recording) +  Jacques Aubert, Jean-Baptiste Quentin. André-Joseph Exaudet, Michel Corette, Ensemble Diderot. CD Audax 2021
- Concertos pour violon et orchestre opus 7 N°5 et opus 10 N°3, Théotime Langlois de Swarte, Les Ombres, codirection musicale, Margaux Blanchard et Sylvain Sartre. CD Harmonia Mundi 2022. Diapason d’or

## Postérité
Une salle d'armes de l'ancienne École du service de santé militaire de Lyon a été baptisée en son honneur, aujourd'hui transformée en amphithéâtre au sein de l'Institut d'études politiques de Lyon.
Une plaque commémorant sa naissance figure sur le flanc extérieur nord-est de l'église Saint-Nizier de Lyon, rue Fromagerie. 